# Saurauia rufinervis
Saurauia rufinervis är en tvåhjärtbladig växtart som beskrevs av Kanehira och Hatusima. Saurauia rufinervis ingår i släktet Saurauia och familjen Actinidiaceae. Inga underarter finns listade i Catalogue of Life.